# Porto Murtinho
Porto Murtinho este un oraș în Mato Grosso do Sul (MS), Brazilia.